# Thỏ nhà
Thỏ nhà hay thỏ nuôi là tên gọi chỉ chung cho nhiều giống thỏ có nguồn gốc từ Thỏ châu Âu và đã được thuần hóa để trở thành vật nuôi nhằm mục đích lấy thịt thỏ, lông thỏ hoặc làm vật cưng, thú kiểng. Loài thỏ được con người biết đến đầu tiên đó là những con thỏ châu Âu vào khoảng 1000 năm trước công nguyên bởi những người xứ Phoenician.
Thỏ rừng châu Âu là loài thỏ duy nhất được thuần hóa. Thỏ vừa được xem là thú nuôi, làm thực phẩm, lấy lông và cũng là những kẻ phá hoại ruộng vườn. Thỏ nhà được thuần hóa từ thỏ rừng sống hoang dã. Ở phương Tây, thỏ nuôi ở nhà gọi là bunny hoặc bunny rabbit chỉ thỏ con đã thuần hóa. Thuật ngữ kit hoặc kitten được dùng để chỉ thỏ con.

## Thuần hóa
Sự thuần hoá thỏ rừng thành thỏ nhà diễn ra từ lâu. Thỏ rừng ở châu Âu được phát hiện bởi những nhà ngữ âm học khi họ đến bờ biển Tây Ban Nha vào năm 1000 trước công nguyên. Thỏ là biểu tượng của Tây Ban Nha vào thời kỳ La Mã. Từ đầu thế kỷ 19 việc nuôi thỏ đã phát triển khắp Tây Âu và được người châu Âu đưa thỏ đi du nhập ở tất cả các nước trên thế giới.
Cuối thế kỷ 19 và nhất là đầu thế kỷ 20 cùng với phương pháp nuôi nhốt cùng với các giống thỏ đã thích nghi với điều kiện nuôi nhốt đã được chọn lọc và thay đổi dần về ngoại hình, sinh lý thích nghi với hoàn cảnh cụ thể và khả năng sản xuất phù hợp với nhu cầu thâm canh cùng với các kỹ thuật chăn nuôi tiên tiến đáp ứng nhu cầu sản xuất và lợi nhuận, bệnh tật của thỏ ngày càng được nghiên cứu và khống chế cũng như là có thể điều trị và phòng ngừa được càng ngày càng phát triển với mục đích sản xuất thịt thỏ để làm động vật thí nghiệm và làm sinh vật cảnh.

## Đặc điểm giữa thỏ nhà và thỏ rừng
Thỏ nhà nhỏ và yếu hơn thỏ rừng và khi mới sinh ra thì không có lông và không mở mắt, tai thỏ nhà ngắn hơn tai thỏ rừng. Thỏ trưởng thành đạt khoảng trên 3,5 kg. Một con thỏ nhà tại Anh đã đạt kỷ lục là con thỏ lớn nhất với cân nặng 22,3 kg và dài 1,32 m
Thỏ nhà sống trong các hang dưới đất và thành từng đàn. Một con thỏ nhà có thể sống tới 10 năm hoặc hơn nữa Lông thỏ mịn và sáng, không bị xù. Thỏ nhà nặng chắc và hiếu động Thịt chứa nhiều chất dinh dưỡng, lông và da để làm áo, mũ, đồ thủ công mỹ nghệ có giá trị kinh tế cao Một thỏ mẹ nặng 4 – 5 kg trong một năm có thể sản xuất ra 90 – 140 kg thịt, hiệu suất cao hơn nhiều so với các loài gia súc khác.
Thỏ nhà là loài vật dễ nuôi, mỗi ngày chỉ ăn một bữa thức ăn tinh bằng cơm nguội hoặc cám ngô, còn lại có thể tận dụng mọi thứ rau, củ, cỏ, có thể tận dụng phụ phẩm nông nghiệp làm thức ăn cho thỏ, thức ăn của thỏ chiếm tới 65-70% là thức ăn thô xanh như: cỏ cây hoa lá mọc tự nhiên, những phế phụ phẩm của nông nghiệp (cây ngô, lá lạc, cây đỗ tương, lá sắn dây…) hoặc các loại rau trong vườn nhà chủ yếu như lá khoai lang, rau muống, cỏ, thân cây chuối, lá các loại cây họ đậu

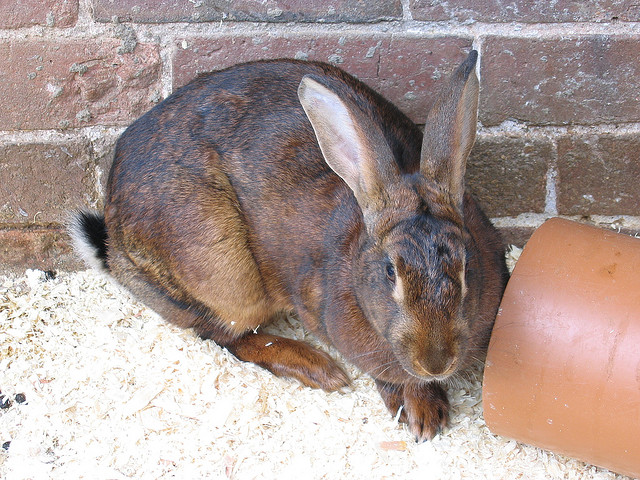
Nuôi nhốt thỏ

Nếu nuôi 3 – 3,5 tháng có thể làm thịt. Còn nuôi tới 5,5 – 6 tháng thì thỏ bắt đầu sinh sản. Thỏ đẻ rất khỏe, mỗi lứa 6 – bảy con và 1 năm thỏ đẻ 6 – 7 lứa. Với thỏ lần đầu sinh sản, không có biểu hiện động dục ra bên ngoài, với những con đã sinh sản thì kiểm tra thấy niêm mạc âm hộ của thỏ sưng, mảy và có màu đỏ nghĩa là thỏ có biểu hiện động dục đặc điểm của thỏ là trứng chỉ rụng sau khi giao phối 9 - 10 giờ. Thỏ mang thai 28-32 ngày, trong thời gian này, cần tiến hành nuôi tách riêng con thỏ mang thai để tránh hiện tượng thỏ đùa giỡn làm động thai. Thỏ thường đẻ vào ban đêm, trước khi đẻ thỏ có hiện tượng nhổ lông làm ổ, cần thu dọn ổ, lấy khăn sạch mềm để lót ổ.

## Các giống thỏ
Thỏ nhà được nuôi hiện nay trên thế giới phần lớn có nguồn gốc từ sự lai tạo thỏ rừng Châu Âu và Châu Phi từ thời Trung Cổ. Sau quá trình thuần hoá lâu dài, trên thế giới có khoảng trên 80 giống thỏ. Các giống thỏ được phân loại theo các tiêu chí khác nhau. Ở nước Mỹ, hiệp hội chăn nuôi thỏ (ARBA) là một nguồn cung cấp vật nuôi kiểng và giống thương mại có giá trị. ARBA xác nhận có 47 giống thỏ nhà khác nhau, Trianta và Mini Satin là 2 giống được thừa nhận gần nhất vào năm 2006. Ở Vương quốc Anh, Hội đồng thỏ Anh cũng cung cấp những thông tin có giá trị. Những giống thỏ nổi tiếng là thỏ Mỹ.

## Trên thế giới

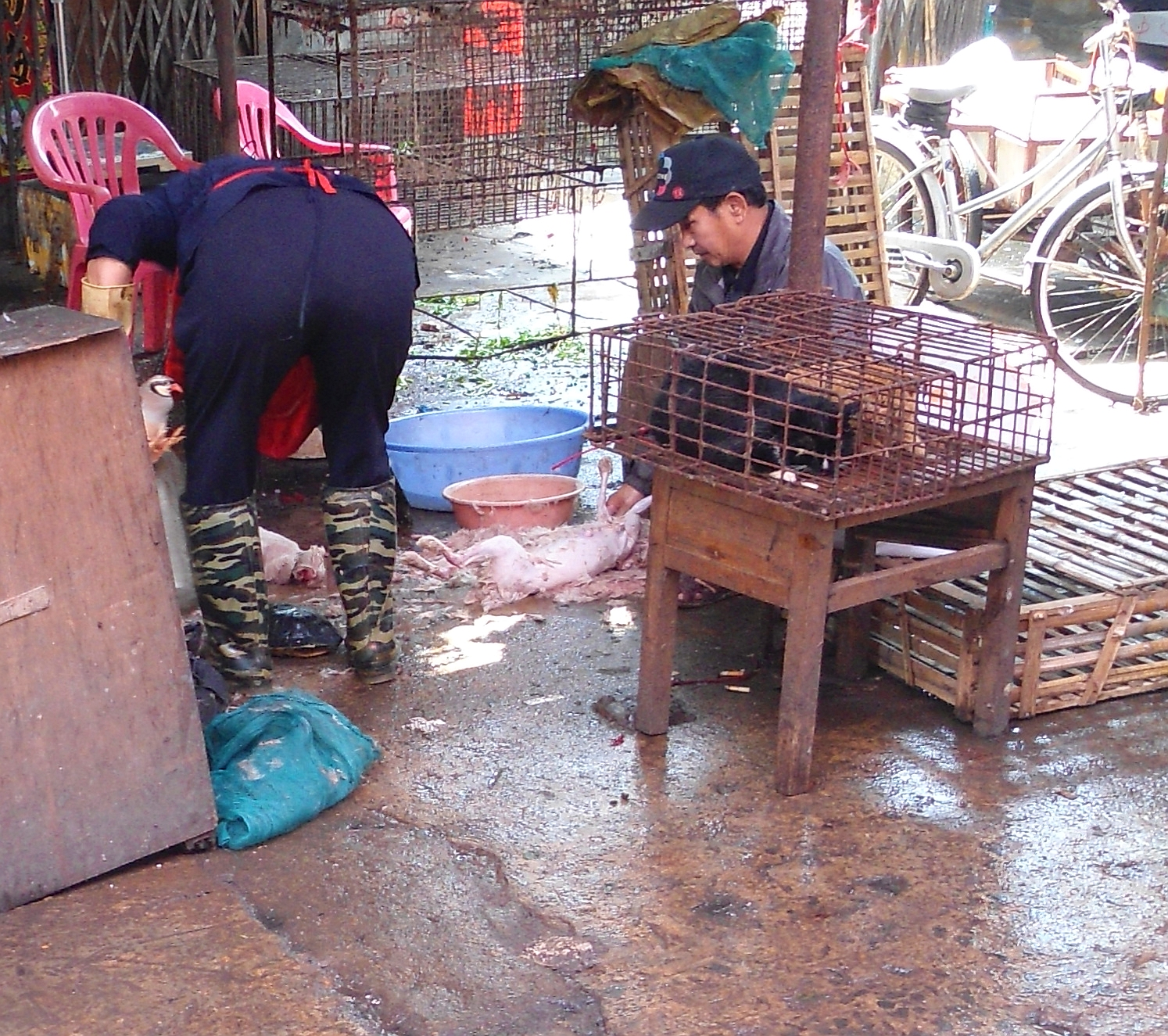
Cảnh giết mổ thỏ ở Trung Quốc

Thỏ là vật nuôi mang lại hiệu quả kinh tế cao cho nhiều hộ trong tỉnh Bắc Giang với khoảng 260 hộ nuôi thỏ với tổng đàn hơn 19 nghìn con Việc tiêu thụ thịt thỏ thuận lợi. Các món ăn từ thỏ đã xuất hiện ở những nhà hàng, khách sạn lớn, tại các bữa cỗ giỗ tết của nhiều gia đình khá giả Tại Trung Quốc, có nhiều các cơ sở sản xuất các sản phẩm từ thỏ, đặc biệt là có nhiều xưởng nuôi thỏ lấy lông. Trung Quốc là đất nước xuất khẩu 90% lông thỏ trên thế giới. Việc lấy lông được thực hiện theo hình thức thủ công, và khá tàn nhẫn